# Daniel McConnell
Daniel McConnell (* 9. August 1985 in Bruthen) ist ein australischer Mountainbike- und Straßenradrennfahrer.

## Werdegang
Seit Anfang der 2010er Jahre gehört McConnell konstant zu den besten Cross-Country-Fahrerinnen Ozeaniens, bis heute gewann er zahlreiche Titel und Medaillen im Cross Country (XCO) bei den nationalen und kontinentalen Meisterschaften.
Seine besten Saisons hatte McConnell in den Jahren 2013 und 2014. 2013 erzielte er in Albstadt seinen bisher einzigen Erfolg im UCI-Mountainbike-Weltcup im Cross-Country, in der Gesamtwertung belegte er den Zweiten Platz. 2014 beendete er alle Weltcup-Rennen unter den Top 10 und wurde Dritter der Gesamtwertung. Bei den Commonwealth Games 2014 gewann er die Bronzemedaille. Zum Ende der Saison 2014 hatte er mit Platz 3 seine beste Platzierung in der Weltrangliste im Cross-Country.
McConnell war Teilnehmer bei den Olympischen Sommerspielen 2008, 2012 und 2016, im Cross-Country belegte er den 39., 21. bzw. 16. Platz. Im Juni 2021 wurde er für seine vierten Olympischen Sommerspiele in Tokio nominiert.
Auf der Straße fuhr McConnell 2006 und 2007 beim UCI Continental Team Southaustralia.com-AIS und 2015 beim UCI WorldTeam Trek Factory Racing, ohne internationale Erfolge zu erzielen.

## Familie
Im Dezember 2017 heiratete er Rebecca Henderson, die ebenfalls professionelle Mountainbikerin ist.
Seine Mutter Jennifer Orr war als Mittelstreckenläuferin erfolgreich.

## Erfolge
| 2009 - Ozeanien-Meister – Cross-Country XCO 2010 - Australischer Meister – Cross-Country XCO - Ozeanien-Meister – Cross-Country XCO 2011 - Ozeanien-Meister – Cross-Country XCO 2012 - Ozeanien-Meister – Cross-Country XCO - Australischer Meister – Cross-Country XCO 2013 - Ozeanien-Meister – Cross-Country XCO - ein Weltcup-Erfolg – Cross-Country XCO 2014 - Commonwealth Spiele – Cross-Country XCO - Ozeanien-Meister – Cross-Country XCO - Australischer Meister – Cross-Country XCO | 2015 - Australischer Meister – Cross-Country XCO 2016 - Ozeanien-Meisterschaften – Cross-Country XCO - Australischer Meister – Cross-Country XCO 2017 - Ozeanien-Meisterschaften – Cross-Country XCO - Australische Meister – Cross-Country XCO - Windham Pro GRT (HC) 2019 - Australischer Meister – Cross-Country XCO 2020 - Ozeanien-Meisterschaften – Cross-Country XCO - Australischer Meister – Cross-Country XCO 2021 - Australischer Meister – Cross-Country XCO |